# NGC 6625
NGC 6625 (również OCL 58) – gromada otwarta znajdująca się w gwiazdozbiorze Tarczy. Odkrył ją John Herschel 31 lipca 1826 roku. Jest położona w odległości ok. 4,4 tys. lat świetlnych od Słońca.